# TVP Polonia
TVP Polonia — польський суспільний телеканал закордонного мовлення з центром мовлення у Варшаві.
Доступний на супутникових платформах та кабельних мережах, а також  в мережах наземного цифрового телебачення України та Литви .

## Доступ
У Європі супутниковий сигнал каналу «TVP Polonia» не кодується і може прийматися через супутники Hot Bird, Astra та Eutelsat W3A. Прийом програми можливий у мережах кабельного телебачення в Австрії, Бельгії, Білорусі, Болгарії, Чехії, Данії, Естонії, Фінляндії, Франції, Грузії, Іспанії, Литві, Латвії, Німеччині, Румунії, Словаччині, Швейцарії, Швеції, Україні, Угорщині та Великій Британії. У Литві та Україні доступний в мережах наземного телебачення, а у Франції за допомогою технології ADSL. У Північній Америці сигнал телеканалу доступний через сервіси «GlobeCast Direct», у Південній Америці — «Satmex». Телеканал також доступний в Австралії та Казахстані.
У Польщі канал, окрім супутникової передачі, цифрових платформ та кабельних мереж, доступний на 3-му мультиплексі (призначеному для суспільного телебачення) цифрового наземного телебачення, однак 19 липня 2016 року трансляцію каналу було припинено. Це було пов'язано із запланованим введенням мультиплексу «TVP Info HD» та вилученням «TVP Info» та додаванням одного додаткового каналу. Вільне місце в мультиплексі зайняв «TVP Sport», який було запущено у цифровій мережі 7 червня 2018 року.

## Логотипи
| Період                           | Опис | Логотип |
| -------------------------------- | --- | ------- |
| 24 жовтня 1992 — 30 березня 2000 | Зелена T, червона V i боакитний напис POLONIA. Над написом похилий прапор Польщі. З 15 травня 1993 логотип розміщувався у лівому верхньому куту екрана (з 1 березня до 30 квітня 1993 у правому верхньому куту). |         |
| 31 березня 2000 — 6 березня 2003 | Біло-червона смуга, під якою напис «TV POLONIA». Логотип розміщувався у лівому куту екрана (з 4 вересня 2000 у правому верхньому куті).                                                                          |         |
| 7 березня 2003 — 3 лютого 2020   | Логотип «TVP», під яким напис «POLONIA». Тло червоне. У правому верхньому куті екрана. |         |
| З 4 лютого 2020                  | Подібний до попереднього, але без тла. Логотип «TVP» i напис «POLONIA» червоні. Напис «POLONIA» більший. У правому верхньому куті на білому тлі.                                                                 |         |

### Тимчасові
У 2018 році на 25-річчя телеканалу було додано напис «25 lat».
У дні жалоби логотип замінюється на чорний.